# Letiště Suchumi-Babušara
Letiště Suchumi-Babušara (IATA: SUI, ICAO: UGSS), jež bylo známo dříve pod jménem Letiště Suchumi Dranda, je největším letištěm Abcházie, jedné ze dvou separatistických republik usilujících o odtržení od Gruzie. Letiště se nachází 18 km od hlavního města Suchumi ve vesnici Babušara (gruz. Dranda) Od roku 2011 se mu v Abcházii též oficiálně říká říká Mezinárodní letiště Suchumi V. G. Ardzinby (rus. Международный аэропорт «Сухум» им. В.Г. Ардзинба)

## Historie
Letiště bylo postaveno po etapách v 60. letech 20. století, aby v sovětských dobách obsluhovalo turisty mířící k Černému moři. V 70. letech přibyl nový betonový podklad, aby bylo letiště schopno přijímat i letouny Iljušin Il-76 a později i Iljušin Il-86.
Během války v Abcházii v letech 1992-1993 bylo letiště těžce poškozeno a bylo poté uzavřeno. Na konci bojů zůstaly na letišti dva Tupolevy Tu-154, jeden Tupolev Tu-134 a jako válečná kořist padl do abchazských rukou i soukromý letoun gruzínského prezidenta Eduarda Ševardnadzeho Jak-40, jež bylo v rámci demonstrace síly spolu s jedním Tu-154 sešrotováno. Doprava však obnovena nebyla, protože byla vzletová a přistávací dráha zaminována. O odstranění minového pole se později postarala nevládní organizace HALO trust, jež se ve světě zabývá likvidací pozůstatků válek.
V roce 1999 byla letištní hala rekonstruována a byl použit starý materiál a hlavně sklo, jež zbylo po rekonstrukci letiště v Rostově na Donu. Ačkoliv má toto letiště statut mezinárodního letiště, probíhá v současné době i díky neuznání Abcházie za nezávislý stát letecká doprava pouze vnitrozemská do horské vesnice Pschu a příležitostně mezistátní jen do Ruska. V roce 2008 sloužilo suchumské letiště také ruskému letectvu.
V roce 2006 abchazská vláda usilovala o plnohodnotné obnovení mezinárodní přepravy, ale ICAO letiště neuznává jako mezinárodní a mezinárodní lety by musela schvalovat gruzínská vláda.